# 管理所
管理所（관리소），是北韓的政治犯集中營，是北韓集中營制度中三個分級中最重的一級（之下有教化所和勞動鍛練隊）。
總體而言估計全國有15萬至20萬囚犯關在這些勞改營中，他們很多人被當局視為政治犯，他們的直接三代家庭成員都在沒司法程序下被囚禁，然而監禁持續時間是可變的，很多人注定要終身在勞改營勞動生活，囚犯的職責通常包括礦山勞動（著名的例子包括煤炭，黃金和鐵礦石），伐木、農業工作和家具製造。

## 简介

### 營地位置
北朝鮮的管理所多數在北方邊境的山谷中，每個管理所有5000至50000名囚犯，外部周邊有鐵絲網包圍和配備全副武裝的警衛巡邏。管理所也分個人和家族兩種囚禁區域。

### 結構
這些營地多由國家安全保衛部管理，因此不會特別依賴朝鮮政府的法律和法院，然而每個營地都嚴格按照國家的意識形態主體思想運作。

### 經營方針
被拘留者經常被告知他們是民族叛徒，出賣了他們的領袖，因此應該得到死刑，但是勞動黨已決定不殺他們，但要他們用自己的餘生通過強迫勞動來償還對國家的背叛。這些營地是非常重視集體責任感，個人最終為自己的階級「錯誤行為」負責。營地工作團隊定下嚴格的勞動指標，未能滿足者意味著他們口糧進一步減少。

### 工作條件
管理所超強勞動量和惡劣的飲食及衛生條件，造成疾病盛行和死亡率極高。囚犯通常以玉米為主食，但因口糧極少因此有些囚犯會吃草和捕捉老鼠來補充食物不足。